# Cádiz Club de Fútbol 2021-2022
Questa voce raccoglie le informazioni riguardanti il Cádiz Club de Fútbol nelle competizioni ufficiali della stagione 2021-2022.

## Maglie e sponsor
| Casa | Trasferta | Terza maglia |

Fornitore tecnico: Macron

## Rosa
In corsivo i calciatori ceduti durante la stagione .
| N. |                               | Ruolo | Calciatore           |
| -- | ----------------------------- | ----- | -------------------- |
| 1  | Argentina (bandiera)          | P     | Jeremías Ledesma     |
| 2  | Danimarca (bandiera)          | C     | Jens Jønsson         |
| 3  | Spagna (bandiera)             | D     | Fali                 |
| 4  | Argentina (bandiera)          | D     | Marcos Mauro         |
| 4  | Spagna (bandiera)             | C     | Rubén Alcaraz        |
| 5  | Armenia (bandiera)            | D     | Varazdat Haroyan     |
| 6  | Spagna (bandiera)             | C     | José Mari (capitano) |
| 7  | Spagna (bandiera)             | A     | Salvi Sánchez        |
| 8  | Spagna (bandiera)             | C     | Álex Fernández       |
| 9  | Honduras (bandiera)           | A     | Choco Lozano         |
| 10 | Spagna (bandiera)             | C     | Alberto Perea        |
| 11 | Spagna (bandiera)             | C     | Álvaro Jiménez       |
| 11 | Marocco (bandiera)            | A     | Oussama Idrissi      |
| 12 | Cile (bandiera)               | C     | Tomás Alarcón        |
| 13 | Spagna (bandiera)             | P     | David Gil            |
| 14 | Spagna (bandiera)             | A     | Iván Alejo           |
| 15 | Guinea Equatoriale (bandiera) | D     | Carlos Akapo         |

| N. |                       | Ruolo | Calciatore               |
| -- | --------------------- | ----- | ------------------------ |
| 16 | Spagna (bandiera)     | C     | Juan Cala                |
| 17 | Romania (bandiera)    | A     | Florin Andone            |
| 18 | Spagna (bandiera)     | A     | Álvaro Negredo           |
| 19 | Paraguay (bandiera)   | D     | Santiago Arzamendia      |
| 20 | Spagna (bandiera)     | D     | Isaac Carcelén           |
| 21 | Spagna (bandiera)     | A     | Rubén Sobrino            |
| 22 | Uruguay (bandiera)    | D     | Alfonso Espino           |
| 23 | Spagna (bandiera)     | D     | Luis Hernández Rodríguez |
| 24 | Spagna (bandiera)     | C     | Fede San Emeterio        |
| 25 | Spagna (bandiera)     | C     | Lucas Pérez              |
| 27 | Spagna (bandiera)     | A     | Iván Chapela             |
| 28 | Spagna (bandiera)     | C     | Martín Calderón          |
| 29 | Montenegro (bandiera) | A     | Milutin Osmajić          |
| 30 | Spagna (bandiera)     | C     | Álvaro Bastida           |
| 32 | Spagna (bandiera)     | D     | Víctor Chust             |
| 35 | Spagna (bandiera)     | A     | Pedro Benito             |
| 36 | Spagna (bandiera)     | D     | Raúl Parra               |